# Christian Essig
Christian Essig (* 24. Januar 1986 in Rastatt) ist ein ehemaliger deutscher Fußballspieler und heutiger -trainer.

## Karriere
In der Jugend spielte Essig für den FC Rastatt 04 und den Karlsruher SC. In der Saison 2004/05 spielte er für den KSC noch in der A-Jugend-Bundesliga Süd/Südwest, wurde aber auch schon mehrmals in der U-23-Mannschaft in der Oberliga eingesetzt. Die zweite Mannschaft stieg in die Regionalliga Süd auf und Essig wurde in das Team übernommen. Im ersten Jahr kam er aber nicht über die Rolle des Einwechselspielers hinaus. In der Saison 2006/07 spielte er in der Hinrunde dann regelmäßig, bei neun seiner 17 Einsätze war er in der Startaufstellung. In der Winterpause wechselte er jedoch wieder zurück in die Oberliga zum Aufstiegsaspiranten SV Sandhausen. Mit dem Verein gelang ihm auch die Rückkehr in die Regionalliga, aber auch diesmal blieb er nur Einwechselspieler.
2008 wechselte er zum 1. FC Heidenheim, mit dem er in seiner ersten Saison Meister der Regionalliga Süd wurde und in die 3. Liga aufstieg. Sein Profidebüt gab er am 25. Juli 2009, als er beim 2:2-Unentschieden gegen den Wuppertaler SV Borussia am ersten Spieltag der Saison 2009/10 in der Startaufstellung war. Er spielte eine gute Hinrunde und gehörte zur ersten Elf, in der Rückrunde kamen aber immer wieder Verletzungen dazwischen. Auch die nächste Saison begann gleich mit einem Rückschlag: In der Vorbereitung riss er sich das Innenband. Danach kämpfte er die gesamte Spielzeit um den Anschluss und kam am Ende nur auf 15 Einwechslungen. In der Saison 2011/12 spielte er dann erneut eine gute Vorrunde, in der Rückrunde spielte er jedoch nur noch ein einziges Mal. Am 30. Mai 2012 gab der 1. FC Heidenheim bekannt, dass Essig den Verein verlassen werde.
Zur Saison 2012/13 wechselte Essig zum SV Babelsberg 03. Nach dessen Abstieg aus der 3. Liga wechselte er 2013 zum bayrischen Regionalligisten FV Illertissen. Ab 2015 spielte er in der Verbandsliga Württemberg beim 1. FC Normannia Gmünd und ab 2017 beim TSV Essingen. Zum 1. Januar 2019 beendete Essig seine Karriere.
In Zusammenhang mit dem Karriereende als Fußballspieler übernahm Christian Essig zum 1. Januar 2019 die Stelle als Co-Trainer bei der U17 des 1. FC Heidenheim.
Zusätzlich zu seiner Tätigkeit als Co-Trainer spielt er als Hobby beim VfL Gerstetten in der Bezirksliga.

## Erfolge
- Aufstieg in die Regionalliga Süd mit dem Karlsruher SC II 2005
- Aufstieg in die Regionalliga Süd mit dem SV Sandhausen 2007
- Aufstieg in die 3. Liga mit dem 1. FC Heidenheim 2009